# Nova-C
Nova-C is een type maanlander gebouwd door Intuitive Machines, geselecteerd als onderdeel van NASA's Commercial Lunar Payload Services (CLPS). De lichteklasselander is bedoeld om tot 100 kilogram vracht naar het maanoppervlak te brengen. Op 31 mei 2019 behoorde Nova-C tot de drie winnaars van de eerste selectieronde voor een CLPS-ontwikkelingscontract. 
De Odysseus, de eerste Nova-C, was op 22 februari 2024 het eerste Amerikaanse voertuig dat na het Apolloprogramma op de Maan landde.

## Missies

### IM-1 Odysseus
De eerste Nova-C-missie, IM-1 met lander Odysseus, is op 15 februari 2024 met een Falcon 9 gelanceerd.
Omdat de Nova-C methaan als brandstof gebruikt, moesten lanceerinrichting van Kennedy Space Center Lanceercomplex 39A en de Falcon 9-raket worden aangepast om de brandstoftanks van Nova-C op het platform met vloeibaar methaan en vloeibare zuurstof te kunnen vullen. Het Starship-team van SpaceX, dat al veel ervaring had met methaan, heeft die aanpassingen ontworpen en uitgevoerd.
Op 21 februari bereikte de missie zonder noemenswaardige problemen een baan om de Maan. De landing werd op dat moment op 22 februari 2024 om 21:24 UTC verwacht. Een paar uur voor de verwachte landing werd besloten de lander een extra ronde om de Maan te laten vliegen waardoor de landing zou worden vertraagd met twee uur naar 23:24 UTC (met twee minuten speling). Dit werd gedaan omdat de lidar (radar maar dan op basis van laser) van het laser range finder-systeem van de Odysseus niet werkte. Omdat NASA Doppler Lidar, een van de NASA-experimenten aan boord van de Odysseus ook een lidar voor range finding is, kon de landing met behulp van dit systeem uiteindelijk toch worden ingezet. Met de extra tijd van een ronde om de Maan kon een aanpassing in de software worden geschreven en naar de lander worden geüpload. 
In de laatste minuten voor de landing viel de communicatie met de Odysseus weg. In de eerste minuten werd de communicatie nog niet hersteld. Na ongeveer tien minuten werd een zwak signaal van de high gain antenna van Odysseus opgepikt. Niet veel later volgden de verlossende woorden van de vluchtleider: 'Onze apparatuur is op het maanoppervlak, Odysseus heeft een nieuw thuis gevonden'. De eerste data gaf aan dat de Odysseus om 23:23 UTC landde. Een paar uur later werd gemeld dat de lander rechtop stond en begon de Odysseus meer data te verzenden.
Een dag later werden enkele succesclaims herroepen; De Odysseus bleek toch te zijn gekanteld. Mogelijk was door een harder dan verwachte landing een poot afgebroken. De laatste afdaling gebeurde met drie meter per seconde in plaats van een meter per seconde. De oorzaak van het niet werken van de lidar lag in een veiligheidsschakelaar die men voor de lancering was vergeten om te zetten. De Odysseus had ook de EagleCam, een fotocamera van het Space Technologies Lab van Embri-Riddle Aeronautical University, aan boord die kort voor de landing had moeten worden afgeworpen om de landing vast te leggen. Vanwege de problemen met de lidar had men deze camera uitgeschakeld om zodoende bandbreedte te besparen. Het geclaimde succes van de EagleCam klopte dus niet. 
In een later stadium wil men de EagleCam alsnog afwerpen om het concept te testen. Ondanks dat de lander ongeveer 30 graden uit het lood stond konden alle experimenten aan boord van de Odysseus doorgang vinden. Op 28 februari 2024 waren de accu’s van Odysseus bijna leeg, maar tegen eerder uitgesproken verwachtingen in werd middels de zonnepanelen nog voldoende stroom opgewekt waarmee het contact behouden bleef. Op 29 februari werd de lander in slaapstand gebracht in de hoop dat deze na de maannacht weer zou ontwaken.
Op 23 maart 2024 deelde Intuitive Machines mee dat ze geen contact meer kon krijgen en dat de missie na een maand werd beëindigd. 

### IM-2 Athena
Nova-C-missie IM-2 met lander Athena is op 26 februari 2025 met een Falcon 9 vanaf Kennedy Space Center Launch Complex 39A gelanceerd, met landing voorzien bij Mons Mouton op 6 maart 2025.
Op 7 mei 2024 meldde Intuitive Machines dat het bezig was met de finale assemblage van IM-2. Een week later meldde net bedrijf dat er voor IM-2 zowel software- als hardwareverbeteringen werden uitgevoerd, onder meer in het landingsgestel (dat brak in IM-1) en landingsnavigatie waardoor 20 keer preciezer geland zou worden.
De lancering van IM-2 stond gepland voor het vierde kwartaal van 2024, gebruik makend van een SpaceX-Falcon 9 als draagraket. Volgens Caltech dat met dezelfde raket de Lunar Trailblazer lanceerde was het te verwachten lanceervenster 1 tot 5 januari 2025. Op 14 november 2024 maakte Intuitive Machines bekend dat de lanceerdatum was verschoven naar februari 2025. De lancering vond plaats op 26 februari 2025.
De landing op 6 maart 2025 liep niet als gepland. Al kort voor de touchdown kwam de telemetry binnen met onverwachte gegevens. Ook na de landing kwam tegenstrijdige telemetry binnen en werd geconcludeerd dat Athena op haar zij lag. Doordat Athena op haar zij lag in een krater konden batterijen niet opladen. Er werd zoveel mogelijk data verzameld, inclusief via de payloads, en op 7 maart werd de missie als beëindigd beschouwd.
De Athena-lander droeg twee NASA low-cost payloads die, net als de Lunar Trailblazer, op de zuidpool van de Maan naar sporen van water moesten zoeken: 
- PRIME-1 - Polar Resources Ice Mining Experiment 1 (deel van CLPS) dat een meter diep in de bodem moet boren op zoek naar water en andere gassen
- Micro-Nova Hopper[12]

Verdere payloads waren:
- een laserretroreflector
- een MAPP-rover van Lunar Outpost
- een rover van het Japanse bedrijf Dymon Co. Ltd.
- een communicatiepayload van Nokia om 4G/LTE op de Maan te testen

Op 24 april 2025 deelde Lunar Outpost en MIT de resultaten van een nabespreking van de MAPP-rover missie. De 10kg zware rover zat aan de zijde van de lander die op de grond lag en kon niet uit de lander. Het team van Lunar Outpost was well in staat om voor en na de landing met de rover te communiceren. Daardoor is heel wat technologie getest waardoor de risico’s voor geplande toekomstige MAPP-rovers lager zullen zijn. De standaard Microsoft Kinect camera aan boord van de rover werkte tijdens de landing en het MIT-team slaagde erin om na de vlucht de beelden te gebruiken om een 3D-beeld te maken van de landingsplaats, spectrumanalyse op het regoliet uit te voeren en een beter beeldcompressiealgorithme te ontwikkel. Resultaten die toekomstige missies kunnen helpen. 
Op 14 mei 2025 maakte Intuitive Machines de resultaten bekend van de analyse van de misgelopen landing. Naast niet goed werkende hoogtemeters zorgde de specifieke lichtinval op de plaats van de landing ervoor dat de lander de omgeving niet goed kon herkennen en omviel bij de landing. De lage hoek waarmee het licht op de zuidpool van de maan viel zorgde voor zeer lange schaduw waardoor kraters moeilijk te herkennen waren. Met de opgedane kennis wordt de lander voor de IM—3 missie aangepast.

### IM-3
NASA reserveerde plaats op IM-3 voor taak CP-11 van het CLPS-programma.
Ook vervolgmissie IM-3 zal net als IM-1 en IM-2 gebruikmaken van een SpaceX-Falcon 9 als draagraket.
Op 14 november 2024 maakte Intuitive Machines bekend dat de lanceerdatum was verschoven naar begin 2026. Daarenboven deelde het mee dat IM-3 als extra payload een eerste communicatiesatelliet naar de Maan zou meenemen.

### IM-4
Op 29 augustus 2024 kondigde NASA aan om, als taak CP-22 van het CLPS-programma, voor 116,9 miljoen dollar 6 payloads met een totale massa van 79kg via een Nova-C-lander in 2027 te laten landen op de zuidpool van de Maan. Vier payloads komen van NASA zelf, een van de University of Colorado Boulder terwijl ESA een experiment levert dat een meter in de grond zal boren op zoek naar water.

Op 14 november 2024 maakte Intuitive Machines bekend dat IM-4 als extra payload twee communicatiesatellieten naar de Maan zou meenemen.

### IM-C1
Intuitive Machines heeft aangegeven te werken aan een  'commerciële' missie, genaamd IM-C1.

### Vervolgmissies
Met de lessen van de Nova-C wordt door Intuitive Machines een grotere lander, Nova-D, ontwikkeld.